# Южно-Африканские силы обороны
Южно-Африканские силы обороны (англ. South African Defence Force, SADF, африк. Suid-Afrikaanse Weermag, нидерл. Zuid-Afrikaanse Weermacht) — название вооружённых сил Южно-Африканского Союза (англ. Union of South Africa, Союз Южной Африки) и Южно-Африканской Республики (англ. Republic of South Africa, Республика Южной Африки) с 1958 по 1994 год. В 1994 году вошли в состав Южно-Африканских национальных сил обороны.

## История
Южно-Африканские силы обороны (англ. South African Defence Force (SADF)) образованы в июле 1912 года как Союзные силы обороны (англ. Union Defence Forces (UDF)) или Силы обороны Союза, и были переименованы в 1958 году.
В апреле 1994 года ЮАСО были включены в новообразуемые Южно-Африканские национальные силы обороны (англ. South African National Defence Force (SANDF)), куда также вошли силы обороны южноафриканских бантустанов Бопутатсвана, Венда, Сискей и Транскей, а также вооружённые крылья Африканского национального конгресса (АНК) — «Копьё Нации» (зулу Umkhonto we Sizwe (МК)) и Пан-африканского конгресса (ПАК) — Азанийская Народно-освободительная армия (англ. Azanian People's Liberation Army (APLA)).
В период 1975—1994 в состав ЮАСО входили Сухопутные войска (англ. South African Army), ВВС (англ. South African Air Force), ВМФ (англ. South African Navy), и, с 1979 года — Военно-медицинская служба (англ. South African Medical Service).
В сухопутных войсках и ВВС также имелись диверсионно-десантные подразделения (англ. Commando) территориальной армии (англ. Home Defense)

## Виды вооружённых сил

### Сухопутные войска
Сухопутные войска насчитывали 49.900 чел на 1991 год. Из них 18.900 постоянных военнослужащих (12.000 белых, 5400 чёрных и цветных, 1500 женщин) и 31.000 призывников (National Service).
На вооружении на 1991 год находилось:
- 250 танков Центурион/Олифант 2Б
- 1600 БРДМ Eland-60/-90, Ferret Mk-2, Rooikat
- 1500 Ratel-20/-60/-90
- 1500 Buffel, Casspir, Wolf
- 30 25-фунтовых пушек-гаубиц (88 мм)
- 75 5,5-дюймовых пушек (140 мм)
- 40+ 155-мм пушек G5
- 10+ 155-мм САУ G6
- 120 127-мм Bataleur (с 40 направляющими), Valkiri 22 SP (с 22 направляющими), буксируемые Valkiri 5
- 4000 81-мм миномётов
- 120 120-мм миномётов
- SS.11, 120 ENTAC, Swift (включая самоходные) ПТРК
- 106 безоткатных орудий M40A1
- безоткатные 90-мм орудия M67
- 500 зенитных орудий: 20-мм GAI, Ystervark SP, 35-мм 150 GDF-002 twin, 25 40-мм L/60
- 20 ЗРК Cactus (Crotale), 30 Tigercat
- Некоторое количество трофейных советских ЗРК Стрела-2, Оса, Стрела-1, Стрела-10, ПЗРК Стрела-3, зенитных орудий ЗУ-23-2.

### Военно-воздушные силы
Численность ВВС на 1991 год составляла 10.000 чел. (включая 3000 призывников, 400 женщин). 259 летательных аппаратов, 14+ боевых вертолётов.
В составе ВВС на 1991 год находилось 7 истребительно-бомбардировочных эскадрилий (75 Impala II, 29 Mirage F-1AZ, 12 Cheetah E), 1 истребительная эскадрилья (14 Mirage F-1 CZ), 1 эскадрилья РЭБ (Boeing 707-320), 1 разведывательная эскадрилья (C-47 Skytrain), 3 транспортные эскадрильи. 7 вертолётных эскадрилий (63 SA-316/-319 Alouette III (часть с вооружением), 63 SA-330 Puma), 1  эскадрилья связи (AM-3C). 5 лётных школ.

### Военно-морские силы
Военно-морские силы ЮАР на 1991 год насчитывали 4500 человек (включая 900 призывников). В ВМС состояли три флотилии: подводных лодок, ракетных катеров и противоминная. Базы в Саймонстауне, Дурбане и Уолфиш-Бее.
- 3 дизель-электрические подводные лодки Maria Van Riebeek) с 550-мм торпедами.
- 9 патрульных кораблей береговой охраны
- 9 ракетных катеров Jan Smuts c 6 противокорабельными ракетами Skerpioen (3 в резерве)
- 9 противоминных кораблей:
  - 1 минный охотник Kimberly (тральщики проекта Ton)
  - 3 тральщика Walvisbaai (тральщики проекта Ton)
  - 4 минных охотника Umzimkulu[1]

### Военно-медицинская служба
Военно-медицинская служба Южно-Африканской Республики представляла собой отдельную службу, ведущую деятельность в интересах всех трёх видов вооружённых сил ЮАР. На 1991 год насчитывала 8000 военных медиков (включая 1500 призывников). 